# Bijela Gora
Bijela Gora (cyr. Бијела Гора) – wieś w Czarnogórze, w gminie Ulcinj. W 2011 roku liczyła 54 mieszkańców.